# Olesicampe petiolata
Olesicampe petiolata là một loài tò vò trong họ Ichneumonidae.